# Замок Кимболтон
Замок Кимболтон (англ. Kimbolton Castle) — замок, сооружённый в XIII веке, находится в Кимболтоне, Кембриджшир, Англия. Сооружение было последней резиденцией Екатерины Арагонской. Замок был построен в XIII веке и много раз реконструировался. В XVIII веке использовался в качестве загородного дома эрлов и герцогов Манчестер, которые владели им почти 350 лет. В настоящее время в здании размещается школа Кимболтона.

## История
Упоминание о сооружении на месте современно замка относятся к 1279 году. В источнике упоминается о деревянном форте, который был построен в 1217 году. С 1460 по 1480 год владелицей замка была Анна Невил вдова первого герцога Бекингема. В 1525 году сэр Ричард Уингфилд (англ. Sir Richard Wingfield) значительно перестроил замок, а также окружил его двойным рвом. В 1620 года новым владельцем сооружения стал Генри Монтегю (англ. Henry Montagu). В конце XVII века Карл, 4-й эрл Манчестера (англ. Charles 4th Earl of Manchester) начал реконструкцию дома, а также расширил двор. Автором проекта реконструкции, которая была завершена в 1707 году, был сэр Джон Ванбру. В XIX веке на северной стороне замка был построен дополнительный этаж мансардных номеров, а также новые конюшни. С восточной стороны замка, по обе стороны от главного входа, была разбита аллея секвойядендрона гигантского. Во время Второй мировой войны замок был передан для нужд Королевского армейского медицинского корпуса. В 1950 году 10-й герцог Манчестер, который жил в Кении, продал замок и многие семейные портреты, а затем разместился в здании на территории замка, которое сегодня используется подготовительной школой. В 1951 году за £ 12 500 фунтов стерлингов он продал государству остальные здания на территории замка, которыми его род владел с 1612 года.